# 9232 Miretti
9232 Miretti (1997 BG8) là một tiểu hành tinh vành đai chính được phát hiện ngày 31 tháng 1 năm 1997 bởi V. Goretti ở Pianoro.